# Nadyne Saint-Cast

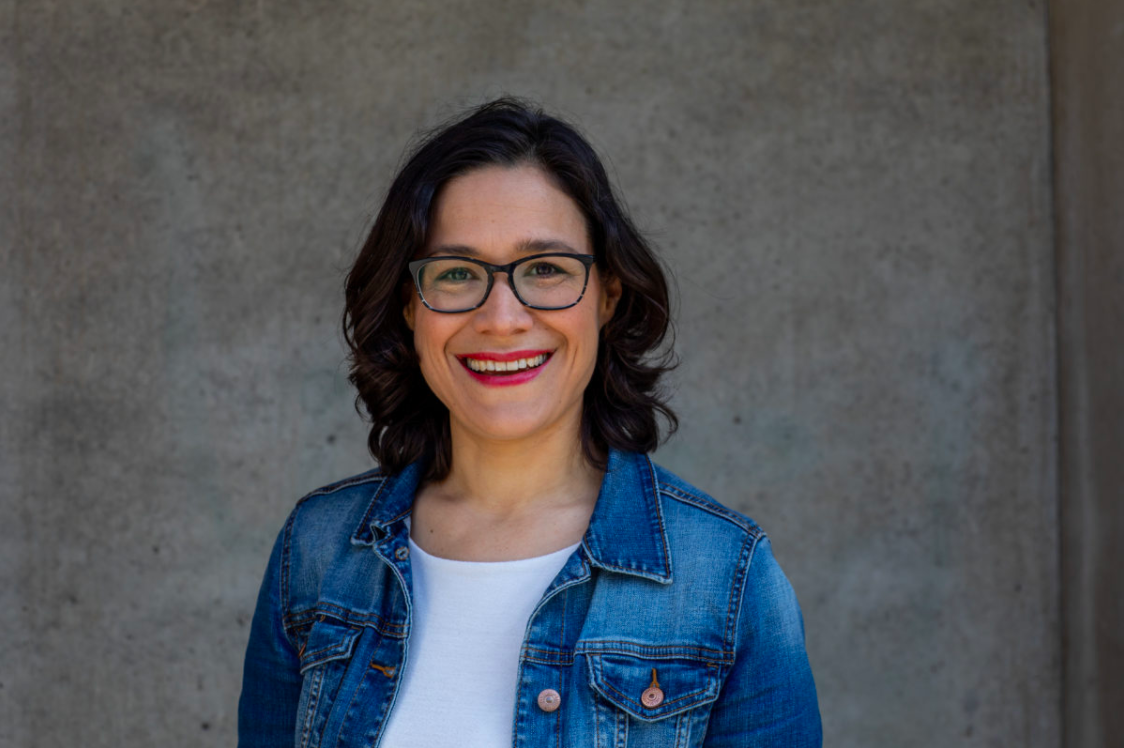
Nadyne Saint-Cast (2019)

Nadyne Saint-Cast (geb. Dittmann; * 19. Januar 1979 in Müllheim) ist eine deutsche Politikerin (Bündnis 90/Die Grünen). Seit 2021 ist sie Abgeordnete im Landtag von Baden-Württemberg.

## Leben
Saint-Cast wuchs als Tochter einer alleinerziehenden Mutter mit einem Bruder in den Freiburger Stadtteilen St. Georgen und Weingarten sowie in Umkirch auf. Ihre Schulzeit verbrachte sie auf der Freien Waldorfschule St. Georgen und studierte anschließend Öffentliches Recht, Politikwissenschaft und Soziologie in Heidelberg und Kalifornien. Währenddessen arbeitete sie u. a. als Mitarbeiterin bei der Forschungsgruppe Wahlen.
Vor der Wahl in den Landtag arbeitete sie in der Unternehmenskommunikation der Jobrad GmbH, einem Anbieter für Dienstradleasing.
Saint-Cast ist mit einem aus der Bretagne stammenden Mann verheiratet und Mutter von drei Söhnen. Sie ist evangelisch.

## Politik
Nach dem Studium arbeitete Saint-Cast mehrere Jahre als Referentin im Wahlkreisbüro der Landtagsabgeordneten Edith Sitzmann, ihrer späteren Vorgängerin im Wahlkreis. Von 2012 bis 2014 war sie Vorsitzende des Kreisverbands Freiburg der Grünen. Bei der Kommunalwahl 2014 zog sie erstmals für die Freiburger Grünen in den Freiburger Gemeinderat ein. 2019 wurde sie bei der Freiburger Kommunalwahl auf Platz 1 der Kandidatenliste gesetzt und zog erneut in den Stadtrat ein. Ihr Gemeinderatsmandat legte sie nach ihrem Einzug in den Landtag 2021 nieder. Schwerpunkte ihrer kommunalpolitischen Arbeit waren Mobilität und Bildung.
Bei der Landtagswahl in Baden-Württemberg 2021 gewann Saint-Cast mit 40,3 Prozent der Stimmen das Erstmandat im Landtagswahlkreis Freiburg II und zog somit in den Landtag von Baden-Württemberg ein. Damit gehörte sie zu den fünf grünen Abgeordneten im Landtag – allesamt Frauen – mit den besten Einzelergebnissen.